# Ferrari 125 S
Ferrari 125 S (зазвичай 125 або 125 Sport) — був 1,5-літровим гоночним автомобілем, виготовленим у 1947 році автовиробником Ferrari з Модени, Італія. Було виготовлено лише два автомобілі. Це перший автомобіль Ferrari.

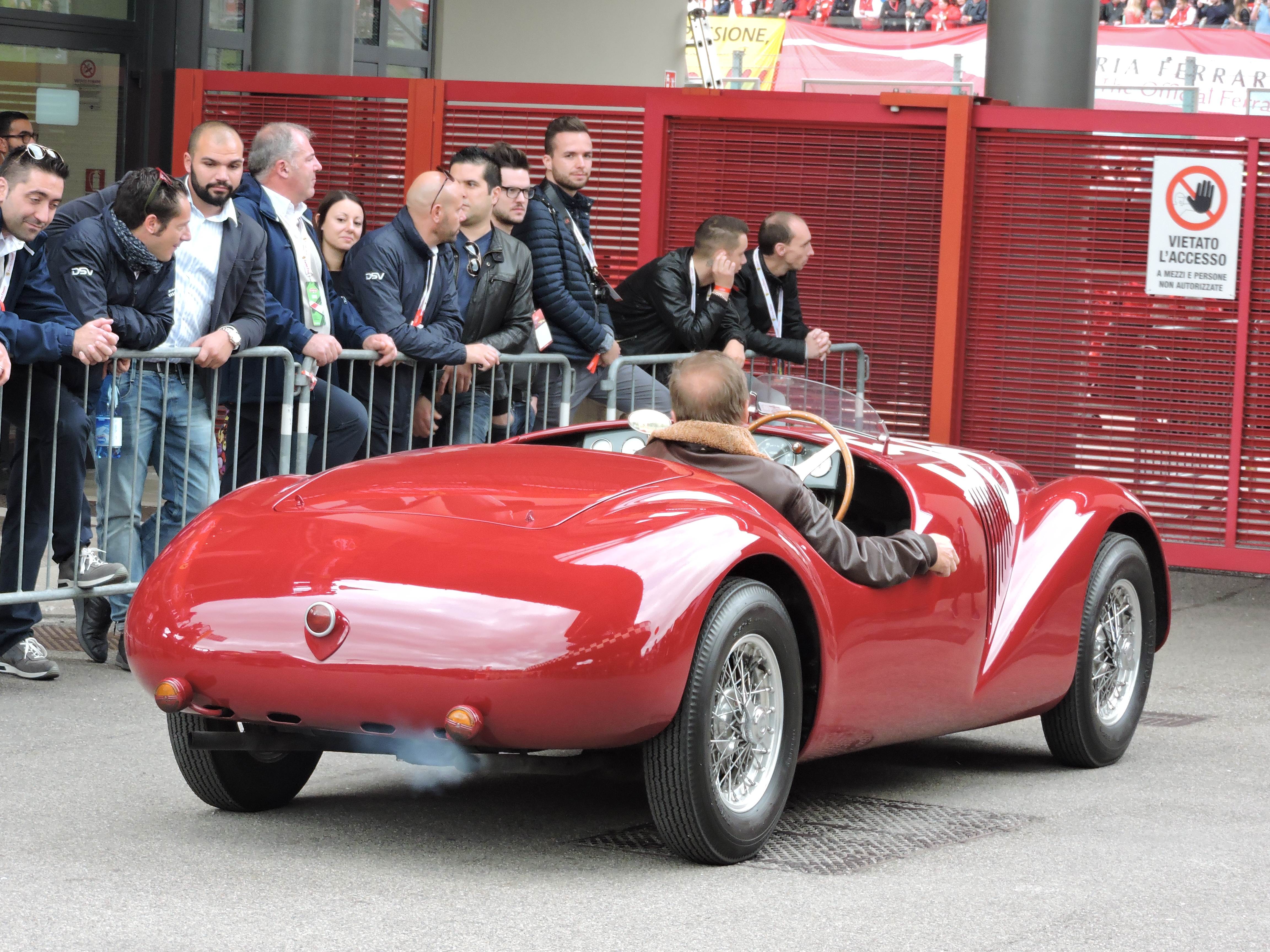

Незважаючи на те, що йому передував Auto Avio Costruzioni 815 Енцо Феррарі 1940 року, 125 S був першим автомобілем, який носив назву Ferrari, коли він дебютував 11 травня 1947 року на гоночній трасі в П’яченці. Як і 815, але на відміну від свого рядного восьмициліндрового попередника, частково розробленого з компонентів двигуна Fiat, 125 S мав двигун, розроблений і виготовлений Ferrari; Colombo V12 ("125"), рису, яку він мав у більшості автомобілів Ferrari наступних десятиліть. Пізніше в 1947 році 125 S був замінений на 159 S.

## Двигун
- 1.5 L (1496.77 см3) Colombo V12